# Christian Mousset (comédien)
 (octobre 2022).
Si vous disposez d'ouvrages ou d'articles de référence ou si vous connaissez des sites web de qualité traitant du thème abordé ici, merci de compléter l'article en donnant les références utiles à sa vérifiabilité et en les liant à la section « Notes et références ».
Pour les articles homonymes, voir Christian Mousset (homonymie).
Christian Mousset est un auteur et comédien de sketches et de spectacles, né en 1943 à Nantes.

## Biographie
Cours Raymond Gérard. Conservatoire National d'Art Dramatique de Paris (1967,1969).
Codirecteur du Café théâtre "Le Jour de Fête" rue Guénégaud à Saint Germain des prés.1972.

## Spectacles
Auteur et Comédien
- C'est en se mouchant qu'on devient moucheron, Paris, Le jour de Fête, 1974, 1975.
- Parodie Perdue, Paris, Le Jour de fête, 1975.
- Duo d'un homme, 1975
- L'objet de mes hommages (textes érotiques de la poésie française, au Nouveau Chic Parisien, 1978. avec Geneviève Taillade et Gilbert Guillaud
- Regardons les choses en farce, 1980.
- Attachez vos ceintures, 1981, Théâtre des Blancs-Manteaux avec Gilbert Guillaud et Geneviève Taillade.
- Paroles sans histoire. 1984. Mise en scène de Henri Renand. Centre Culturel Paris 17.
- Nos désirs font désordre, 1985-1989, Théâtre du Point-Virgule, 1283 représentations. Avec (en alternance) Raymond Aquilon, Brigitte Buc, Marc Fayet, Pascale Vignal, Karin Viard, Pascale Maillet, Zoélie Gauvin,
- Micromoquerie, Point Virgule, 1990.
- Contresens, 2008, en tournée.

### Théâtre
- Le Bout de la route de Jean Giono, Compagnie du Valoste, Les Baux-de-Provence.
- Le Jeu de l'amour et du hasard de Marivaux : Dorante, Compagnie la Salamandre, mise en scène Denis Llorca.
- Notre-Dame de Paris de Victor Hugo : Gringoire, en tournée, mise en scène Denis Llorca.
- La Mégère apprivoisée de William Shakespeare, mise en scène Mario Franceschi.
- Tchekhov en 1 acte : La Dame au petit chien, L'Ours, Une demande en mariage, 2005.

Lectures spectacles: 
"Intimes correspondances" Lettres d'amour de Georges et Alfred de Musset, Textes érotiques de la poésie française, "Ah les femmes" (de Feydeau, Courteline...)